# Jordan Brand Classic
 (décembre 2019).
Si vous disposez d'ouvrages ou d'articles de référence ou si vous connaissez des sites web de qualité traitant du thème abordé ici, merci de compléter l'article en donnant les références utiles à sa vérifiabilité et en les liant à la section « Notes et références ».
Le Jordan Brand Classic est un match de basket-ball All-Star du lycée qui se joue chaque année en avril. Les listes du jeu présentent les meilleurs et les plus recrutés des lycéens de la classe senior, y compris des anciens comme  Chris Paul, Carmelo Anthony, Blake Griffin, Kyrie Irving, LeBron James, Kevin Durant, Anthony Davis et Zion Williamson.
Le jeu tire son nom de l'organisateur en chef, Jordan Brand, une division de Nike nommée d'après Michael Jordan. Les 22 joueurs sont régulièrement sélectionnés parmi les 100 meilleurs joueurs selon les nombreux services de dépistage.

## Histoire
La première édition se déroule en 2002 au MCI Center de Washington. L'équipe où évoluent Sean May et Amar'e Stoudemire, désignés co-most valuable player (MVP), remporte cette édition face à une équipe où figure Carmelo Anthony. La deuxième édition se dispute sur le même lieu. La victoire revient à l'équipe où évolue Chris Paul et Shannon Brown, ce dernier étant désigné co-MVP avec LeBron James qui joue dans l'équipe opposée.
L'édition de 2004 se joue au Comcast Center de College Park. Dwight Howard est désigné MVP de ce match. 
À partir de 2005, le match se déroule au Madison Square Garden de New York. La victoire revient à l(équipe de Tyler Hansbrough,  co-MVP avec Andray Blatche, membre de l'équipe opposée. Disputée pour la deuxième année consécutive au Madison Square Garden, la rencontre voit la victoire de l'équipe où évolue Thaddeus Young, co-MVP avec Kevin Durant qui joue dans l'équipe adverse. L'édition suivante obtient une exposition médiatique plus importante avec une diffusion nationale en direct sur ESPN2. Le meneur Corey Fisher, qui conduit son équipe à la victoire, est désigné co-MVP avec Donté Greene. L'édition 2008 est remportée par l'équipe de Brandon Jennings, co-MVP avec son adversaire du jour Tyreke Evans. Derrick Favors, qui conduit son équipe à la victoire, est désigné MVP de l'édition 2009 avec son adversaire Renardo Sidney. En 2010, les titres de MVP sont attribués à Harrison Barnes, dont son équipe remporte la rencontre, et Kyrie Irving.
Après six éditions disputées à New York, l'édition 2011 se déroule au Time Warner Cable Arena de Charlotte en Caroline du Nord. Cette édition est remportée par la sélection de l'Est, avec James Michael McAdoo désigné MVP, le joueur de la sélection de l'Ouest Anthony Davis partage ce titre. De nouveau disputé à Charlotte dans une opposition entre sélection de l'Est et sélection de l'Ouest, c'est cette dernière qui l'emporte, Shabazz Muhammad obtenant le titre de co(MVP avec son adversaire Rodney Purvis.
Pour l'édition 2013, la rencontre se dispute dans le New Jersey, au Barclays Center de Brooklyn. La sélection de l'Ouest, où joue Jabari Parker, remporte cette édition Julius Randle.

## Résultats
Le Jordan Brand Classic s'est tenu au Barclays Center de Brooklyn, New York de 2013 à 2018
| Année | Résultat                   | Lieu                    | Ville        | Affluence |
| ----- | -------------------------- | ----------------------- | ------------ | --------- |
| 2002  | Rouge 121, Blanc 167       | MCI Center              | Washington   | 7 472     |
| 2003  | Noir 102, Argent 107       | MCI Center              | Washington   | 18 424    |
| 2004  | Extérieur 107, Domicile 96 | Comcast Center          | College Park | 9 275     |
| 2005  | Gris 127, Blanc 126        | Madison Square Garden   | New York     | N/A       |
| 2006  | Noir 95, Blanc 108         | Madison Square Garden   | New York     | N/A       |
| 2007  | Royal 119, Jaune 127       | Madison Square Garden   | New York     | N/A       |
| 2008  | Bleu 124, Blanc 114        | Madison Square Garden   | New York     | N/A       |
| 2009  | Noir 110, Blanc 103        | Madison Square Garden   | New York     | N/A       |
| 2010  | Est 125, Ouest 129         | Madison Square Garden   | New York     | 15 075    |
| 2011  | Est 113, Ouest 109         | Time Warner Cable Arena | Charlotte    | N/A       |
| 2012  | Est 95, Ouest 99           | Time Warner Cable Arena | Charlotte    | N/A       |
| 2013  | Est 98, Ouest 102          | Barclays Center         | Brooklyn     | N/A       |
| 2014  | Est 158, Ouest 147         | Barclays Center         | Brooklyn     | N/A       |
| 2015  | Est 116, Ouest 118         | Barclays Center         | Brooklyn     | N/A       |
| 2016  | Est 131, Ouest 117         | Barclays Center         | Brooklyn     | N/A       |
| 2017  | Est 116, Ouest 124         | Barclays Center         | Brooklyn     | N/A       |
| 2018  | Noir 136, Blanc 146        | Barclays Center         | Brooklyn     | N/A       |
| 2019  | Noir 125, Blanc 132        | T-Mobile Arena          | Paradise     | N/A       |

## Composition des équipes

### 2002
| Rouge | Blanc |
| --- | --- |
| - Hassan Adams - Carmelo Anthony - Kelenna Azubuike - Dee Brown - Greg Brunner - Justin Gray - Alexander Johnson - Jimmy McKinney - Shavlik Randolph - JJ Redick - Chris Rodgers - Aaron Spears - Bracey Wright | - Denham Brown - Evan Burns - Garnison Travis - John Gilchrist - Jeff Horner - Andre Iguodala - Jarrett Jack - Sean May - Rashad McCants - Amar'e Stoudemire - Michael Thompson - Kennedy Winston |

### 2003
| Noir | Argent |
| --- | --- |
| - Shagari Alleyne - Gary Ervin - Brandon Foust - Kris Humphries - LeBron James - Linas Kleiza - Drew Lavender - Rodrick Stewart - Von Wafer | - Shannon Brown - Jermareo Davidson - Ndudi Ebi - JR Giddens - Dion Harris - Ekene Ibekwe - Taurean "Tack" Minor - Chris Paul - Courtney Sims |

### 2004
| Noir | Blanc |
| --- | --- |
| - Ra'Sean Dickey - Jordan Farmar - Daniel Gibson - Malik Hairston - Dwight Howard - Brian Johnson - Russell Robinson - Isaiah Swann - Robert Vaden - DJ White | - LaMarcus Aldridge - Corey Brewer - Joe Crawford - Rudy Gay - Al Jefferson - Sasha Kaun - A. J. Price - Jason Rich - Rajon Rondo - Dorell Wright |

### 2005
| Gris | Blanc |
| --- | --- |
| - Andrew Bynum - Devan Downey - Levance Fields - Tyler Hansbrough - CJ Miles - Kevin Rogers - Magnum Rolle - Lou Williams - Shawne Williams - Julian Wright | - Andray Blatche - Eric Boateng - Jon Brockman - Keith Brumbaugh - Lewis Clinch - Micah Downs - Richard Hendrix - Emanuel "Tiki" Mayben - Mike Mercer - Martell Webster |

### 2006
| Noir | Blanc |
| --- | --- |
| - Demond Carter - Kevin Durant - Paul Harris - Mike Jones - Ty Lawson - Vernon Macklin - Obi Muonelo - Greg Oden - DaJuan Summers - Brandan Wright - Brian Zoubek | - Sherron Collins - Duke Crews - Wayne Ellington - Spencer Hawes - Curtis Kelly - Jon Kreft - Jon Scheyer - DeShawn Sims - Edgar Sosa - Thaddeus Young |

### 2007
| Royal | Jaune |
| --- | --- |
| - Jerryd Bayless - Donté Greene - Jeffrey Jordan - Kosta Koufos - Kalin Lucas - OJ Mayo - Patrick Patterson - Chandler Parsons - Durrell Summers - Chris Wright (1989) | - Corey Fisher - Austin Freeman - Eric Gordon - Blake Griffin - Gary Johnson - Jai Lucas - Jeff Robinson - Derrick Rose - Kyle Singler - Chris Wright (1988) |

### 2008
| Extérieur | Domicile |
| --- | --- |
| - William Buford - DeMar DeRozan - Drew Gordon - JaMychal Green - Jrue Holiday - Scotty Hopson - Brandon Jennings - Malcolm Lee - Greg Monroe - BJ Mullens - Wesley Witherspoon | - Al-Farouq Aminu - Ed Davis - Michael Dunigan - Devin Ebanks - Tyreke Evans - Delvon Roe - Samardo Samuels - Iman Shumpert - Kemba Walker - Willie Warren - Tony Woods |

### 2009
| Noir | Blanc |
| --- | --- |
| - Kenny Boynton - Avery Bradley - Dominic Cheek - DeMarcus Cousins - Derrick Favors - Abdul Gaddy - Jordan Hamilton - John Henson - Lamont Jones - Alex Oriakhi - Durand Scott | - Tiny Gallon - Xavier Henry - Marcus Jordan - Wally Judge - Tommy Mason-Griffin - Daniel Orton - Renardo Sidney - John Wall - Royce White - Jamil Wilson - Mouphtaou Yarou |

### 2010
| Bleu | Rouge |
| --- | --- |
| - Harrison Barnes - Will Barton - Tobias Harris - Terrence Jones - Cory Joseph - Doron Lamb - Kendall Marshall - Josh Selby - Joshua Smith - Tristan Thompson | - Reggie Bullock - Kyrie Irving - Perry Jones - Jelan Kendrick - Brandon Knight - CJ Leslie - Roscoe Smith - Jared Sullinger - Deshaun Thomas - Dion Waiters |

### 2011
| Noir | Blanc |
| --- | --- |
| - Bradley Beal - Jabari Brown - Kentavious Caldwell-Pope - Anthony Davis - Myck Kabongo - Johnny O'Bryant III - Sir'Dominic Pointer - Otto Porter - Adonis Thomas - Kyle Wiltjer - Tony Wroten | - Khem Birch - Michael Carter-Williams - Rakeem Christmas - Michael Gbinije - Michael Gilchrist - P. J. Hairston - James Michael McAdoo - Austin Rivers - Shannon Scott - Marquis Teague |

### 2012
| Est | Ouest |
| --- | --- |
| - Kyle Anderson - Kris Dunn - Jerami Grant - Gary Harris - Brice Johnson - Ricky Ledo - Nerlens Noel - Tony Parker - Rodney Purvis - Kaleb Tarczewski - JP Tokoto | - Steven Adams - Brandon Ashley - Isaiah Austin - Anthony Bennett - Archie Goodwin - Danuel House - Grant Jerrett - Shabazz Muhammad - Marcus Paige - Alex Poythress - Rasheed Sulaimon |

### 2013
| Est | Ouest |
| --- | --- |
| - Tyler Ennis - Aaron Harrison - Andrew Harrison - Kuran Iverson - Rondae Jefferson - Kennedy Meeks - Bobby Portis - Julius Randle - Wayne Selden - Chris Walker - Andrew Wiggins | - Joel Embiid - Aaron Gordon - Kasey Hill - Dakari Johnson - Matt Jones - Marcus Lee - Jabari Parker - Noah Vonleh - Troy Williams - Nigel Williams-Goss - James Young |

### 2014
| Est | Ouest |
| --- | --- |
| - Grayson Allen - Joel Berry II - James Blackmon Jr. - Justin Jackson - Tyus Jones - Trey Lyles - Jahlil Okafor - Kelly Oubre - L. J. Peak - Karl-Anthony Towns - Reid Travis - Rashad Vaughn - Isaiah Whitehead | - Shaqquan Aaron - Cliff Alexander - Devin Booker - Kameron Chatman - Daniel Hamilton - Stanley Johnson - Chris McCullough - Emmanuel Mudiay - Theo Pinson - D'Angelo Russell - Myles Turner - Tyler Ulis - Justise Winslow |

### 2015
| Est | Ouest |
| --- | --- |
| - Isaiah Briscoe - Jaylen Brown - Jalen Brunson - Thomas Bryant - Jalen Coleman - Eric Davis - Cheick Diallo - Henry Ellenson - Luke Kennard - Skal Labissière - Charles Matthews - Malachi Richardson - Caleb Swanigan | - Dwayne Bacon - Malik Beasley - Antonio Blakeney - Deyonta Davis - Tyler Davis - Tyler Dorsey - Austin Grandstaff - Dedric Lawson - Malik Newman - Ivan Rabb - Ben Simmons - Allonzo Trier - Stephen Zimmerman |

### 2016
| Est | Ouest |
| --- | --- |
| - Edrice Adebayo - Udoka Azubuike - Tony Bradley - Bruce Brown Jr. - De'Aaron Fox - Markelle Fultz - Harry Giles - Alterique Gilbert - Jonathan Isaac - VJ King - Jayson Tatum | - Miles Bridges - Marques Bolden - Amir Coffey - Wenyen Gabriel - Frank Jackson - Andrew Jones - Malik Monk - Shamorie Ponds - Omari Spellman - Cassius Winston |

### 2017
| Est | Ouest |
| --- | --- |
| - Brian Bowen - Wendell Carter Jr. - Trevon Duval - Jalek Felton - Quade Green - Jaren Jackson Jr. - Brandon McCoy - John Petty Jr. (en) - Michael Porter Jr. - Mitchell Robinson - Vanderbilt en pot - Tremont Waters | - DeAndre Ayton - Mohamed Bamba - Troy Brown Jr. - Matt Coleman - Kevin Knox - Billy Preston - Collin Sexton - Nick Richards - Gary Trent Jr. - PJ Washington - Lonnie Walker - Trae Young |

### 2018
| Extérieur | Domicile |
| --- | --- |
| - Darius Bazley - Bol Bol - Darius Garland - Quentin Grimes - Tyler Herro - Jaylen Hoard - Keldon Johnson - Louis King - Nassir Little - Shareef O'Neal - Will Richardson - Simisola Shittu - Ja'Vonte Smart - Coby White | - R. J. Barrett - Jalen Carey - Ayo Dosunmu - Tre Jones - Romeo Langford - Andrew Nembhard - Cam Reddish - Anfernee Simons - Jalen Smith - Cole Swider - Emmitt Williams - Zion Williamson |

### 2019
| Noir | Blanc |
| --- | --- |
| - Cole Anthony - Armando Bacot - Vernon Carey Jr. - Anthony Edwards - Boogie Ellis - Alonzo Gaffney - Trayce Jackson-Davis - Wendell Moore - Jahmi'us Ramsey - CJ Walker - Rocket Watts - Romeo Weems - Patrick Williams | - Keion Brooks - DJ Jeffries - Jalen Lecque - Tre Mann - Nico Mannion - Tyrese Maxey - Jaden McDaniels - Cassius Stanley - Isaiah Stewart - Trendon Watford - Kahlil Whitney - Samuell Williamson - James Wiseman |

## MVP Awards
| Année | Joueur            | École                                           | Post-lycée        |
| ----- | ----------------- | ----------------------------------------------- | ----------------- |
| 2002  | Amar'e Stoudemire | Cypress Creek HS (FL)                           | NBA               |
| 2002  | Sean May          | Bloomington HS North (IN)                       | Caroline du Nord  |
| 2003  | LeBron James      | Saint-Vincent – St. Mary HS (OH)                | NBA               |
| 2003  | Shannon Brown     | Proviso East HS (IL)                            | Michigan State    |
| 2004  | Dwight Howard     | Académie chrétienne du sud-ouest d'Atlanta (GA) | NBA               |
| 2005  | Tyler Hansbrough  | Poplar Bluff HS (MO)                            | Caroline du Nord  |
| 2005  | Andray Blatche    | École South Kent (CT)                           | NBA               |
| 2006  | Kevin Durant      | École chrétienne de Montrose (MD)               | Texas             |
| 2006  | Thaddeus Young    | Mitchell HS (TN)                                | Georgia Tech      |
| 2007  | Donté Greene      | Towson Catholic HS (MD)                         | Syracuse          |
| 2007  | Corey Fisher      | Saint-Patrick HS (NJ)                           | Villanova         |
| 2008  | Brandon Jennings  | Oak Hill Academy (VA)                           | NBA               |
| 2008  | Tyreke Evans      | Académie chrétienne américaine (PA)             | Memphis           |
| 2009  | Derrick Favors    | South Atlanta HS (GA)                           | Georgia Tech      |
| 2009  | Renardo Sidney    | Fairfax HS (CA)                                 | Mississippi State |
| 2010  | Harrison Barnes   | Ames HS (IA)                                    | Caroline du Nord  |
| 2010  | Kyrie Irving      | Saint-Patrick HS (NJ)                           | Duke              |
| 2011  | James McAdoo      | Écoles chrétiennes de Norfolk (VA)              | Caroline du Nord  |
| 2011  | Anthony Davis     | Écoles à charte Perspectives (IL)               | Kentucky          |
| 2012  | Shabazz Muhammad  | Bishop Gorman HS (NV)                           | UCLA              |
| 2012  | Rodney Purvis     | Académie chrétienne de la chambre haute (NC)    | NC State          |
| 2013  | Julius Randle     | Académie chrétienne de Prestonwood (TX)         | Kentucky          |
| 2013  | Jabari Parker     | Simeon Career Academy (IL)                      | Duke              |
| 2014  | Jahlil Okafor     | Whitney Young HS (IL)                           | Duke              |
| 2014  | Cliff Alexander   | Curie Metropolitan HS (IL)                      | Kansas            |
| 2015  | Allonzo Trier     | Findlay Prep (WA)                               | Arizona           |
| 2015  | Cheick Diallo     | Notre école New American Sauveur (NY)           | Kansas            |
| 2016  | De'Aaron Fox      | École secondaire Cypress Lakes (TX)             | Kentucky          |
| 2016  | Malik Monk        | École secondaire de Bentonville (AR)            | Kentucky          |
| 2017  | Brian Bowen       | École La Lumière (IN)                           | Louisville        |
| 2017  | Lonnie Walker     | Lecture HS (PA)                                 | Miami             |
| 2018  | Emmitt Williams   | École secondaire Oak Ridge (FL)                 | LSU               |
| 2018  | Nassir Little     | Orlando Christian Prep (FL)                     | Caroline du Nord  |
| 2019  | Cole Anthony      | Oak Hill Academy (VA)                           | Caroline du Nord  |
| 2019  | James Wiseman     | Est (TN)                                        | Memphis           |